# Palo (naipes)
| Chino   | 钱 qián     | 贯 guàn    | 万 wàn      | 十万 shíwàn |
| Español | Oros        | Bastos     | Copas       | Espadas     |
| Alemán  | Cascabel    | Bellotas   | Corazones   | Hojas       |
| Francés | ♦ Diamantes | ♣ Tréboles | ♥ Corazones | ♠ Picas     |

El palo es cada una de las categorías en que se dividen las cartas de una baraja (como la baraja española o la francesa) y se representa por un símbolo. Es, junto con el número, uno de los dos rasgos que diferencian a una carta de cualquier otra en toda la baraja.

## Juegos de cartas occidentales
En la baraja española los palos son: oros, copas, espadas y bastos. Cada uno tiene en la pinta un cierto número de interrupciones, que varía según el palo (sin interrupciones si es oro, una interrupción si es copa, dos si es espada y tres si es basto).
En la baraja francesa los palos son diamantes, corazones (ambos rojos), tréboles y picas (ambos negros). En estas cartas la pinta está debajo del número de la carta y es el símbolo del palo (un trébol, etc.)

## Comparativa

### Baraja latina (española, portuguesa e italiana)[1]:15,155,224
En los países hispanohablantes varía la elección de palabras, y la baraja francesa se emplea frecuentemente en los países latinoamericanos.
Los símbolos de la baraja de Piacenza son los más utilizados en Italia, pero existe una gran variedad regional.
Los símbolos mostrados corresponden a las barajas piacentina, napolitana, española y bergamesca.
| Copas Coppe Copas | Oros Denari (dinero, denarios) Oros | Bastos Bastoni Bastos | Espadas Spade Espadas |

### Baraja germánica (alemana, suiza)
La popularidad de estas barajas alemanas depende de la región y del juego. Normalmente se encuentran sólo en barajas de Skat (32 cartas) o de Doppelkopf (48 cartas). Las barajas de bridge de 52 cartas utilizan normalmente los palos de la baraja francesa. También existen barajas de Skat y Doppelkopf con los palos de la baraja francesa pero en cuatro colores.
| Baraja alemana      | Corazones Herz (corazón), Rot (red) | Campanas Schellen (campanas) | Bellotas Eichel (bellota), Ecker (hayuco) | Hojas Laub (hoja), Grün (verde), Gras (hierba), Blatt (hoja) |
| Baraja germanosuiza | Rosas Rosen                         | Campanas Schellen            | Bellotas Eichel                           | Escudos Schilten                                             |

### Baraja francesa[2][3]
La baraja francesa es un estándar internacional, incluso en países con una baraja tradicional distinta. En Alemania las barajas Turnierbild (para torneos) utilizan los símbolos franceses pero con cuatro colores distintos en lugar de dos como término medio entre las barajas tradicionales francesa y alemana. De esta manera, los diamantes son amarillos, las picas verdes y en ocasiones los tréboles son marrones.
Los tréboles se conocen con otros nombres según el idioma: en inglés son clubs (bastos o garrotes), en francés trèfles (tréboles), en italiano fiori (flores) y en alemán Kreuz (cruz).
Se cree que la forma del símbolo de los tréboles viene de una adaptación del palo de bellotas de la baraja alemana.
En los países germánicos el símbolo de las picas se asociaba a la cabeza de una pala. El término inglés spade, sin embargo, no proviene de dicha herramienta, sino del italiano spada (espada) por el palo correspondiente de la baraja italoespañola. Posteriormente se modificaron los símbolos para parecerse más a una pala para así evitar confusiones. En alemán y holandés el palo se puede denominar también Schippen y schoppen respectivamente, con el significado de palas.
| Corazones Cœurs (corazones) | Diamantes Carreaux (azulejos) | Tréboles Trèfles (tréboles) | Picas Piques (picas) |

## Otros juegos
En el juego mahjong, que se juega con fichas o tejas en lugar de cartas, la mayor parte de estas se dividen en tres palos: discos, bambúes y caracteres. En cada uno de estos palos existen nueve valores únicos, de 1 a 9, y para cada palo y valor hay cuatro copias para un total de 36 fichas de cada palo. Asimismo, hay cuatro vientos, tres dragones, cuatro flores y cuatro estaciones. Hay cuatro copias de cada viento y dragón, y una sola para cada flor y estación. En total, el juego de mahjong consta de 144 fichas.

## Codificación digital
Los símbolos de los palos de la baraja francesa están codificados en el bloque Unicode "Símbolos misceláneos" (U+2600 - U+26FF), después de los signos del zodiaco y de las piezas de ajedrez.
| Símbolos Unicode | Símbolos Unicode | Símbolos Unicode | Símbolos Unicode | Símbolos Unicode |
| Descripción      | Palo             | Palo             | Palo             | Palo             |
| ---------------- | ---------------- | ---------------- | ---------------- | ---------------- |
| Símbolos sólidos | ♥                | ♦                | ♣                | ♠                |
| Puntos de código | U+2665           | U+2666           | U+2663           | U+2660           |
| Entidad HTML     | &hearts;         | &diams;          | &clubs;          | &spades;         |
| Símbolos huecos  | ♡                | ♢                | ♧                | ♤                |
| Puntos de código | U+2661           | U+2662           | U+2667           | U+2664           |